# Alberto Dilillo
Alberto Dilillo (...) è un designer italiano operante nel settore automobilistico.

## Biografia

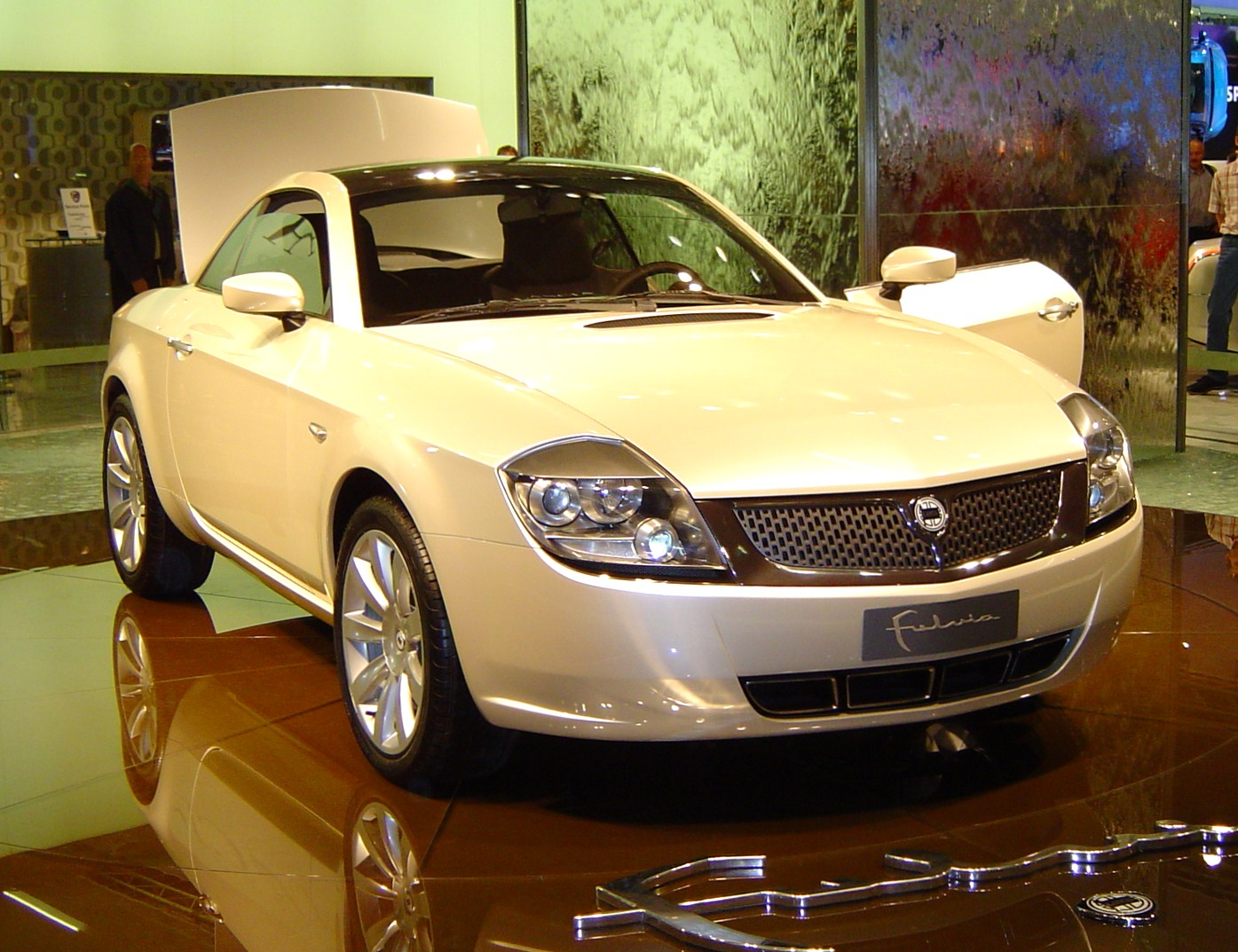
Il concept Lancia Fulvia Coupé del 2003

Molto legato ai marchi Fiat e Lancia, acquista visibilità internazionale grazie a vetture come la concept Lancia Fulvia Coupé del 2003, la Ypsilon dello stesso anno, la Fiat Bravo del 2007, e la Ypsilon del 2011. Attualmente copre il ruolo di responsabile del centro stile Lancia.